# Leonard James Spencer
Pour les articles homonymes, voir Spencer.
Leonard James Spencer (7 juillet 1870 - 14 avril 1959) est un géologue britannique. 

## Biographie
Il est membre honoraire de la Royal Geological Society of Cornwall, et également récipiendaire de sa médaille Bolitho. Il est président de la Société minéralogique de Grande-Bretagne et d'Irlande de 1936 à 1939. En minéralogie, Spencer est un chercheur original qui décrit plusieurs nouveaux minéraux, dont la miersite, la tarbuttite et la parahopéite (phosphate de zinc). Il fait également un travail important en tant que conservateur, éditeur et bibliographe. Il est la troisième personne à recevoir la Médaille Roebling, la plus haute distinction de la Mineralogical Society of America. Il écrit au moins 146 articles pour la onzième édition de l'Encyclopædia Britannica.
Sa fille, Penelope Spencer est une danseuse et chorégraphe de style libre.